# Токарі (Артинський міський округ)
Токарі́ (рос. Токари) — присілок у складі Артинського міського округу Свердловської області.
Населення — 156 осіб (2010, 189 у 2002).
Національний склад станом на 2002 рік: росіяни — 88 %.